# Ngawang Rinchen
Ngawang Rinchen (tibétain : ངག་དབན་རིན་ཆེན, Wylie : ngag dban rin chen) est le régent du Tibet de 1703 à 1706. 

## Biographie
Il fut le 6e régent, successeur et fils aîné de Sangyé Gyatso, nommé à cette fonction par son père.